# Sistema universitario del Dakota del Nord
Il Sistema universitario del Dakota del Nord (in inglese North Dakota University System; NDUS) è un gruppo di università e college pubblici dello stato federato del Dakota del Nord. L'organo decisionale del NDSU è il North Dakota State Board of Higher Education. Il NDUS è stato fondato nel 1990.

## Membri

### Università
- Dickinson State University – Dickinson
- Mayville State University – Mayville
- Minot State University – Minot
- North Dakota State University – Fargo
- University of North Dakota – Grand Forks
- Valley City State University – Valley City

### College
- Bismarck State College – Bismarck
- Lake Region State College – Devils Lake
- Minot State University–Bottineau – Bottineau
- North Dakota State College of Science – Wahpeton
- Williston State College – Williston